# Kalvsgrundet
Kalvsgrundet är ett skär i Åland (Finland). Det ligger i Skärgårdshavet och i kommunen Geta i landskapet Åland, i den sydvästra delen av landet. Ön ligger omkring 37 kilometer norr om Mariehamn och omkring 290 kilometer väster om Helsingfors.
Öns area är 2,5 hektar och dess största längd är 220 meter i nord-sydlig riktning. I omgivningarna runt Kalvsgrundet växer i huvudsak barrskog. Runt Kalvsgrundet är det mycket glesbefolkat, med 6 invånare per kvadratkilometer.. Närmaste större samhälle är Finström, 18,3 km söder om Kalvsgrundet.